# 고속 패킷 접속

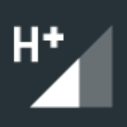
안드로이드 마시멜로(6.0.1) 스마트폰에서 볼 수 있는 HSPA+ 표시기.

고속 패킷 접속(영어: high Speed Packet Access, HSPA)는 2개의 모바일 프로토콜 HSDPA(High Speed Downlink Packet Access)와 HSUPA(High Speed Uplink Packet Access)를 합친 것으로, UMTS 프로토콜을 사용하는 기존 3G 모바일 전기통신망의 성능을 확장하고 개선한다. 더 개선된 3GPP 표준인 진화형 HSPA(HSPA+)는 2008년 출시되었으며 2010년을 기점으로 전 세계적으로 채택되었다. 더 새로운 표준은 비트레이트가 다운링크에서 337 Mbit/s로, 업링크에서 34 Mbit/s로 도달할 수 있다. 그러나 이 속도는 현실에서는 달성되는 경우가 드문 편이다.

## 개요
최초 HSPA 사양은 다운링크 최대 14 Mbit/s, 업링크 최대 5.76 Mbit/s를 지원하였다. 오리지널 WCDMA 프로토콜 대비 레이턴시를 감소시켰고 다운링크에서 최대 5배, 업링크에서 최대 2배 향상된 것이다.

## 고속 하향 패킷 접속 (HSDPA)
고속 다운링크 패킷 접속(High Speed Downlink Packet Access, HSDPA)은 HSPA 계열의 강화된 3G(3세대 이동 통신) 모바일 통신 프로토콜이다. HSDPA의 다른 이름으로는 3.5G, 3G+, 또는 터보 3G가 있다.

## 같이 보기
- 광대역
- 인터넷 접속
- 장치 대역폭 목록

## 참고 문헌
- Sauter, Martin (2006). 《Communication Systems for the Mobile Information Society》. Chichester: John Wiley. ISBN 0-470-02676-6.
- Harri Holma and Antti Toskala (2006). 《HSDPA/HSUPA for UMTS: High Speed Radio Access for Mobile Communications》. ISBN 0-470-01884-4.
- Stuhlfauth, Reiner (2012). 《High Speed Packet Access: Technology and measurement aspects of HSDPA and HSUPA mobile radio systems》. Munich. ISBN 978-3-939837-14-5.